# Лекси Своллоу
Лекси Своллоу (англ. Lexi Swallow, урождённая Николь Сейдерман, англ.  Nicole Seiderman; род. 27 июня 1986 года, Сан-Диего, Калифорния, США) — американская порноактриса.

## Биография
Лекси работала в магазине по продаже одежды, а порноиндустрию пришла в марте 2010 года, получив предложение от Эми Рид сняться для её сайта. В своей первой сцене она снялась вместе с Алексом Гонзой для веб-сайта Эми Рид.
23 июня 2011 года Лекси была остановлена полицией, в её крови был обнаружен алкоголь, за что она была арестована.

## Награды и номинации
| Год  | Награда    | Результат | Категория                               | Фильм                           |
| ---- | ---------- | --------- | --------------------------------------- | ------------------------------- |
| 2012 | AVN Award  | Номинация | Лучшая новая старлетка                  | н/д                             |
| 2012 | XBIZ Award | Номинация | Acting Performance of the Year — Female | Bridesmaids XXX Porn Parody     |
| 2013 | XBIZ Award | Номинация | Лучшая актриса второго плана            | The Avengers XXX: A Porn Parody |